# コリンズ・ミックス〜ザ・ベスト・オブ・アルバート・コリンズ
『コリンズ・ミックス〜ザ・ベスト・オブ・アルバート・コリンズ』（Collins Mix: The Best of Albert Collins）は、アメリカ合衆国のブルース・ミュージシャン、アルバート・コリンズが1993年10月にポイントブランク・レコードから発表したアルバム。コリンズは1993年11月24日に61歳で死去しており、結果的には生前最後のリリースとなった。

## 解説
コリンズが過去に発表した曲の再演が収録されており、B.B.キング、ブランフォード・マルサリス、キム・ウィルソン、ゲイリー・ムーアといったゲストが迎えられた。日本盤CD (VJCP-25079)はコリンズの没後の1993年12月15日に発売されたが、日本盤ライナーノーツはコリンズが存命だった1993年10月に執筆された。
ロン・ウィンはオールミュージックにおいて5点満点中4点を付け「"Don't Lose Your Cool"、"Frosty"、"Honey Hush"、"Tired Man"といった傑作を含む、コリンズの代表作11曲の新鮮な意匠を提供した作品」「マスタリングや音作りは一級品である」と評している。

## 収録曲
特記なき楽曲はアルバート・コリンズ作。5. 7. 10.はインストゥルメンタル。
1. ゼアズ・ガッタ・ビー・ア・チェンジ There's Gotta Be a Change (Gwendolyn Collins) – 3:39
2. ハニー・ハッシュ Honey Hush (Ferdinand Washington, Lowell Fulsom) – 4:17
3. マスターチャージ Mastercharge (G. Collins) – 5:48
4. イフ・トラブル・ワズ・マネー If Trouble Was Money – 9:21
5. ドント・ルーズ・ユア・クール Don't Lose Your Cool – 3:24
6. イフ・ユー・ラヴ・ミー・ライク・ユー・セイ If You Love Me Like You Say (Little Johnny Taylor) – 4:12
7. フロスティ Frosty – 3:24
8. タイアド・マン Tired Man – 5:01
9. ザ・ムーン・イズ・フル The Moon Is Full (G. Collins) – 4:36
10. コリンズ・ミックス Collins Mix – 2:58
11. セイム・オールド・シング Same Old Thing – 5:56

## 参加ミュージシャン
- アルバート・コリンズ - ボーカル、ギター
- ブランフォード・マルサリス - サクソフォーン・ソロ(on #2)
- ゲイリー・ムーア - ギター(on #4)
- B.B.キング - ギター(on #7)
- キム・ウィルソン - ハーモニカ(on #8)
- ココ・モントヤ - リズムギター(on #1, #2, #4, #5, #6, #7, #8, #9)
- ニコ・ライラス - リズムギター(on #3, #4, #10)
- マイケル・トウルズ - リズムギター(on #11)
- アーネスト・ウィリアムソン - ハモンドオルガン、エレクトリックピアノ
- ジョニー・B. ゲイデン - ベース
- マーティ・ビンダー - ドラムス
- スティーヴ・ハワード - トランペット(on #1, #2, #3, #4, #6, #7, #9, #11)
- ウェイン・ジャクソン - トランペット(on #5, #10)
- ジョン・スミス - サクソフォーン(on #1, #2, #3, #4, #6, #7, #9, #11)
- ジェフ・ロビンズ - サクソフォーン(on #1, #2, #3, #4, #6, #7, #9, #11)
- アンドリュー・ラヴ - サクソフォーン(on #5, #10)